# Akdalima
Genre
Akdalima est un genre d'opilions laniatores de la famille des Samoidae.

## Distribution
Les espèces de ce genre se rencontrent au Mexique et en Jamaïque.

## Liste des espèces
Selon World Catalogue of Opiliones (12/10/2021) :
- Akdalima jamaicana Šilhavý, 1979
- Akdalima vomeroi Šilhavý, 1977

## Publication originale
- Šilhavý, 1977 : « Further cavernicolous opilionids from Mexico. Subterr. fauna of Mexico, 3. » Quaderni dell'Accademia Nazionale dei Lincei, vol. 171, p. 219–233.